# Constitució de l'Observança
La Constitució de l'Observança o —oficialment— Capítol de cort Poc valdria fou una constitució aprovada a les Corts de Barcelona de 1480-1481 que establia el principi de submissió del poder reial a les lleis aprovades en Corts Catalanes. Amb aquesta promulgació, s'obligava totes les autoritats a jurar fidelitat a les lleis catalanes.
Ja durant les Corts de Barcelona (1421), en el regnat d'Alfons el Magnànim s'havia acordat la primacia absoluta dels Usatges de Barcelona i de les Constitucions catalanes, encarregant a la Diputació del General el control de qualsevol extralimitació reial.
La crisi social provocada per la Guerra dels Remences (1462-1472), que tindria un rebrot amb el segon alçament remença (1484-85) obligà a Ferran II a aprovar aquesta llei per redreçar una situació política delicada a Catalunya.
Aquesta constitució, que establia el principi de submissió del poder reial a la llei, retornava a la Generalitat la missió de vetllar pel compliment de lleis o constitucions fins i tot per part de les autoritats reials; en darrera instància, la Reial Audiència de Catalunya (1493−1716) dictaminava els greuges presentats per la Generalitat. Va ser la base del règim pactista català vigent fins als Decrets de Nova Planta de Felip V (1716).
La constitució és també coneguda com a Poc valria, pel seu text inicial:
| « | Poc valria fer Leys e Constitutions si no eren per nós e nostres Officials observades. | » |